# Nornickel'
Nornickel' (in russo Норникель?), fino al 2016 Noril'skij nikel' (in russo Норильский никель?), è una società mineraria e metallurgica russa, tra i principali produttori di nichel e palladio al mondo. Le sue attività si concentrano nella zona di Noril'sk, nei pressi del fiume Enisej, oltre che nell'oblast' di Murmansk, nella Finlandia occidentale e in Africa meridionale.
La sede si trova all'interno della Mercury City Tower di Mosca, in Russia.

## Storia
La società fu fondata nel 1993 con decreto firmato dal Presidente della Federazione Russa Boris El'cin con il capitale interamente detenuto dallo Stato. Già l'anno successivo le azioni furono privatizzate.

## Galleria d'immagini

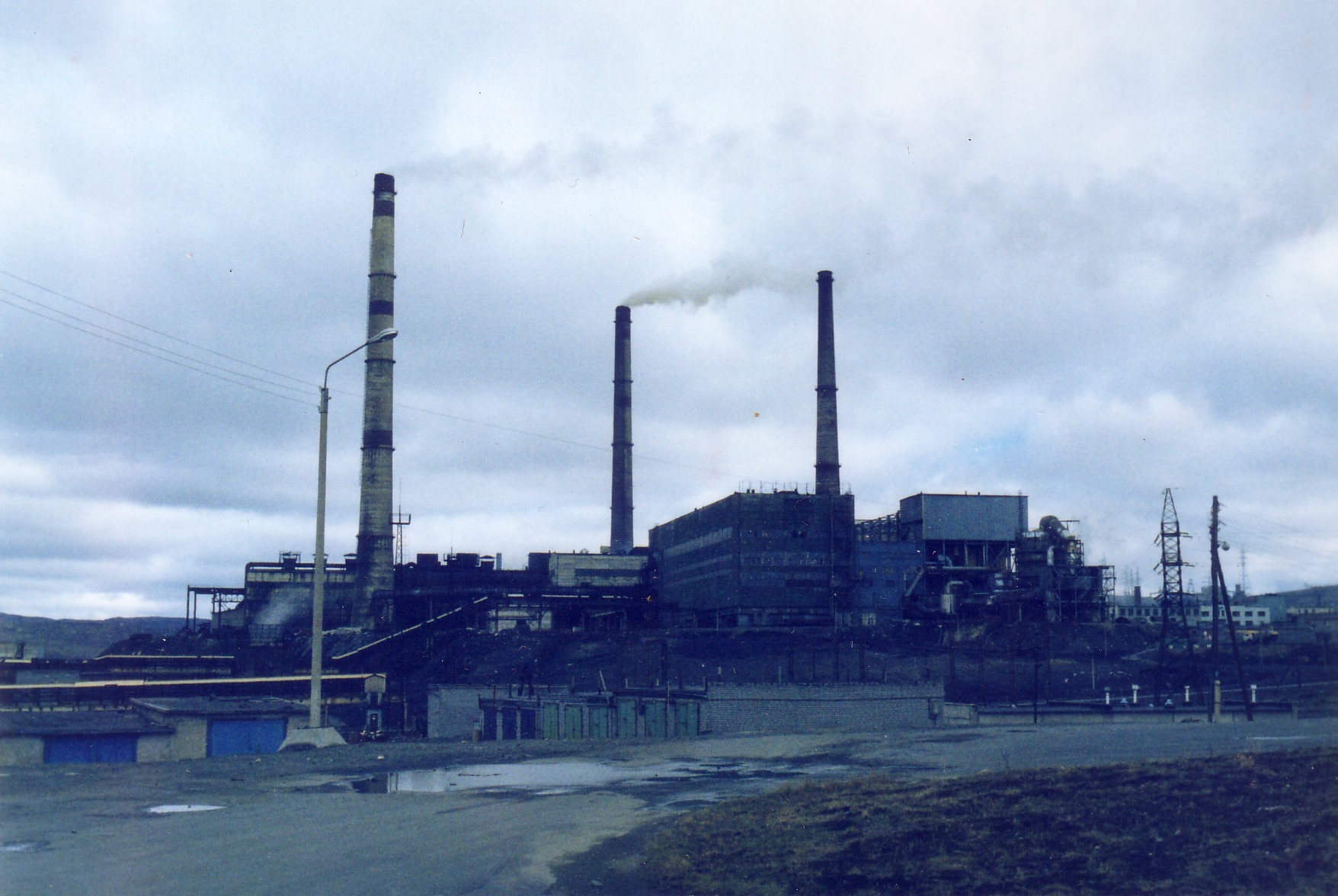
Impianto Nornickel' a Nikel'
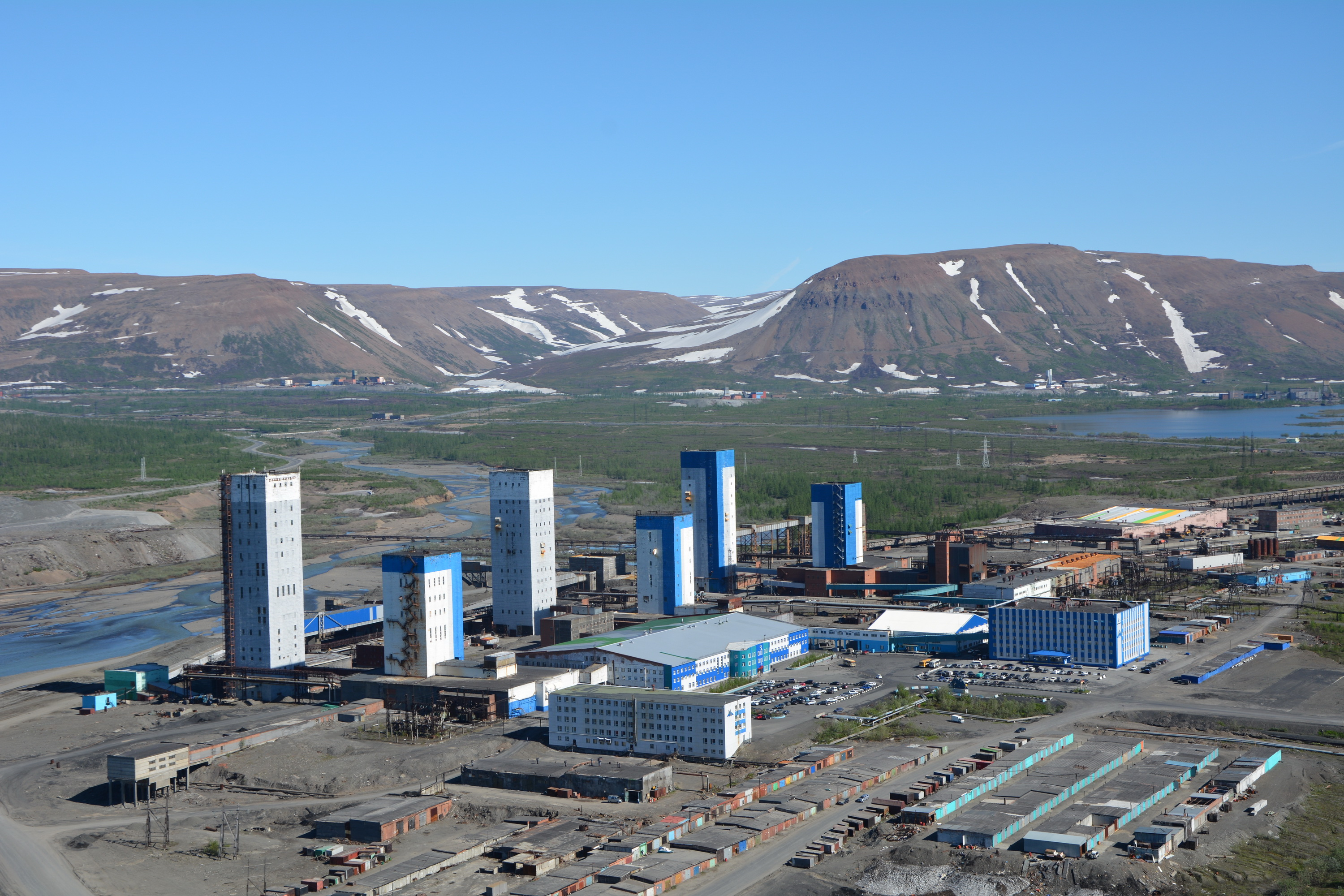
Edificio amministrativo della miniera Ottobre a Talnach
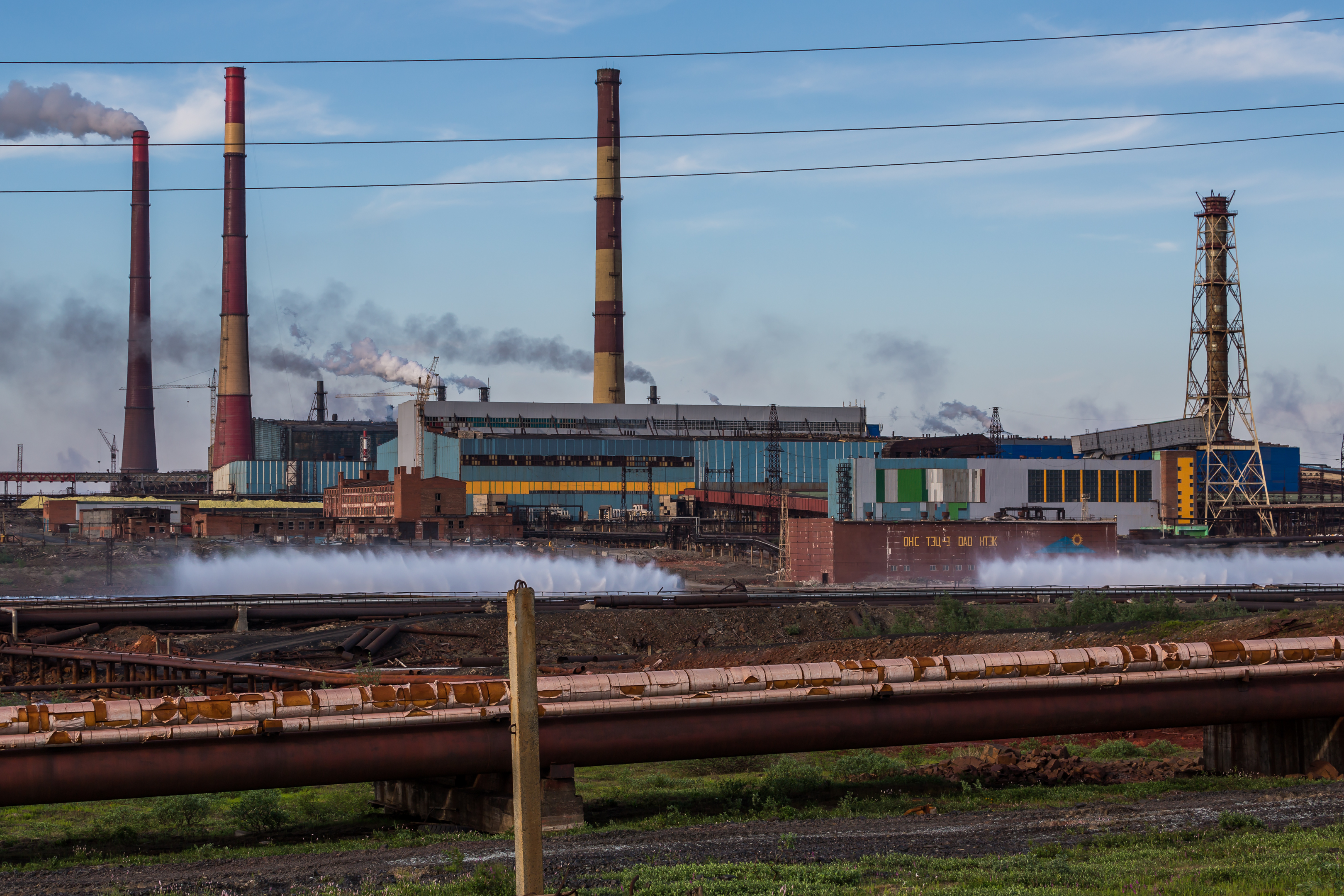
L'impianto metallurgico di Nadežda (12 km ad ovest di Noril'sk)
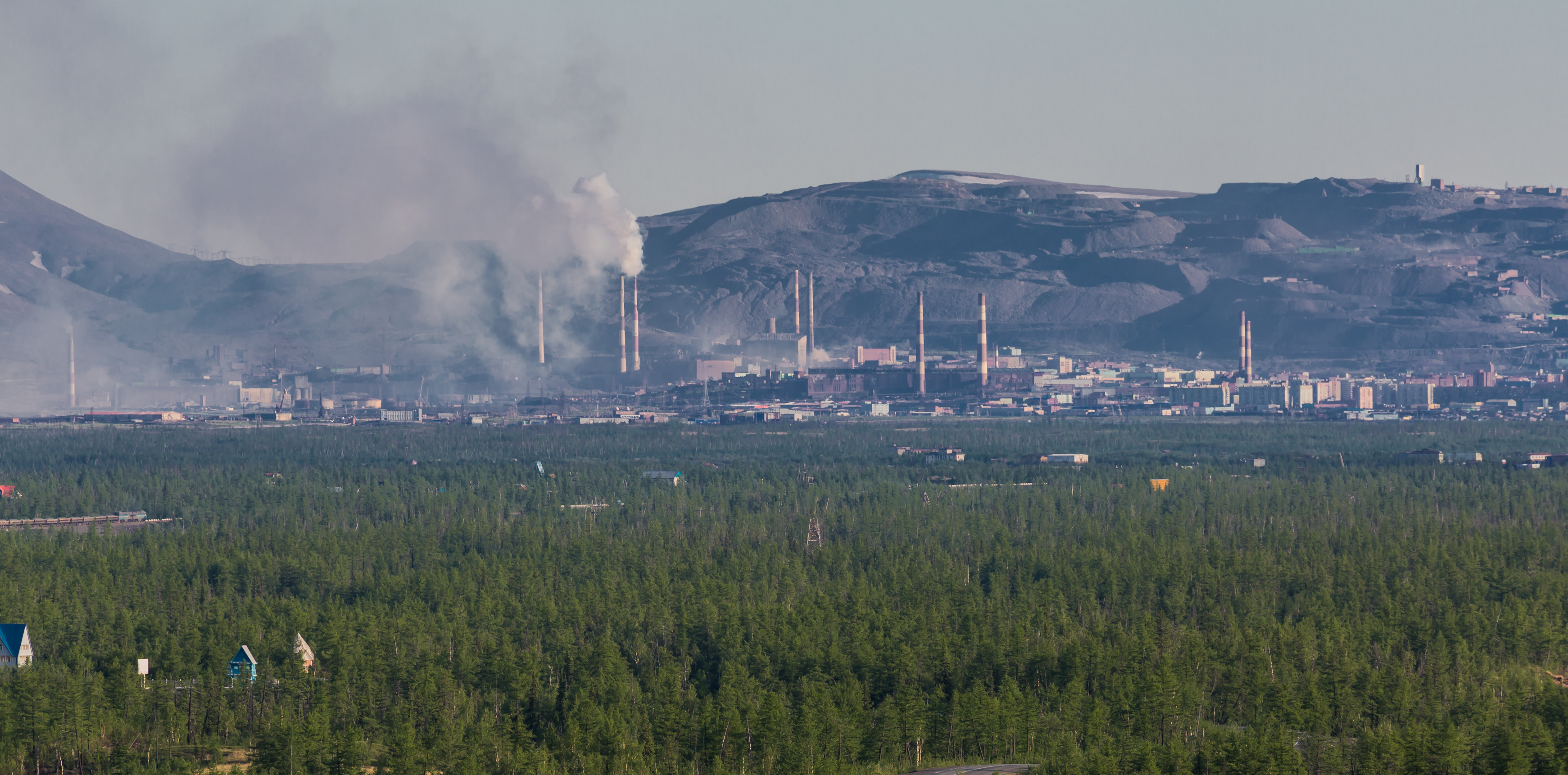
Gli effetti dell'inquinamento degli impianti a Noril'sk